# Дираковская потенциальная гребёнка
Дираковская потенциальная гребёнка, в квантовой механике, периодический потенциал, образованный последовательностью δ-функций Дирака.
{\displaystyle U(x)={\frac {\hbar ^{2}}{m}}\Omega \sum \limits _{n=-\infty }^{\infty }\delta (x+na),}
где a — интервал между соседними сингулярными точками. Это простейшая модель, в которой возникает зонная структура спектра.

## Уравнение Шрёдингера с потенциалом в виде дираковской потенциальной гребёнки
Уравнение Шрёдингера принимает вид
{\displaystyle -{\frac {\hbar ^{2}}{2m}}\Psi ''(x)+{\frac {\hbar ^{2}}{m}}\Omega \sum \limits _{n=-\infty }^{\infty }\delta (x+na)\Psi (x)=E\Psi (x).}
Вводя обозначение {\displaystyle k={\sqrt {2mE/\hbar ^{2}}}}, получим:
{\displaystyle \Psi ''(x)+\left(k^{2}-2\Omega \sum \limits _{n=-\infty }^{\infty }\delta (x+na)\right)\Psi (x)=0.}
В интервале {\displaystyle 0<x<a} уравнение принимает вид:
{\displaystyle \Psi ''(x)+k^{2}\Psi (x)=0}
и его общее решение равно
{\displaystyle \Psi (x)=C_{1}e^{ikx}+C_{2}e^{-ikx}.}
Так как потенциал периодический, то в интервале {\displaystyle a<x<2a} решение имеет вид
{\displaystyle \Psi (x)=e^{iKa}\left(C_{1}e^{ik(x-a)}+C_{2}e^{-ik(x-a)}\right).}
Условие непрерывности волновой функции
{\displaystyle \Psi (a+0)=\Psi (a-0).}
Интегрируя уравнение Шрёдингера в окрестности точки {\displaystyle x=a}, получим условие сшивки для производных:
{\displaystyle \Psi '(a+0)=\Psi '(a-0)+2\Omega \Psi (a).}
Учитывая эти условия, имеем:
{\displaystyle e^{iKa}(A+B)=Ae^{ika}+Be^{-ika},}
{\displaystyle ike^{iKa}(A-B)=ik(Ae^{ika}-Be^{-ika})+2\Omega (Ae^{ika}+Be^{-ika}).}
Данное уравнение имеет нетривиальные решения при
{\displaystyle \cos Ka=\cos ka+{\frac {\Omega }{k}}\sin ka.}
Из этого следует, что зоны разрешённых значений энергии определяются неравенством
{\displaystyle |\cos ka+{\frac {\Omega }{k}}\sin ka|\leqslant 1.}
Соответствующий спектр энергий:
{\displaystyle E={\frac {\hbar ^{2}}{2ma^{2}}}(ka)^{2}.}